# それゆけ! IT戦隊コレナンジャー
『それゆけ！IT戦隊コレナンジャー』は、木村豪作の漫画作品。

## 概要
隔週刊誌PCfanで2007年4/15号より連載されている毎回4ページ構成の作品。取材をベースとしたレポート漫画でありながら、架空のキャラクターを立てている点が斬新。主役は、特撮の戦隊モノを思わせる正義のヒーロー（レッド、イエロー、ピンク）。
ハイテク機器を使って地球の平和を守るヒーローたちだが、毎回その機器にトラブルが発生する。そのトラブルを解決するために、最新技術の研究や開発を行なっている企業を取材するという感じでストーリーが進む。
- 例：怪人との戦闘中にレーザー銃のバッテリーが切れてしまうので、長持ちする電池を求めて燃料電池の取材に行く（第1話）、という具合。